# Dodge WC-Serie

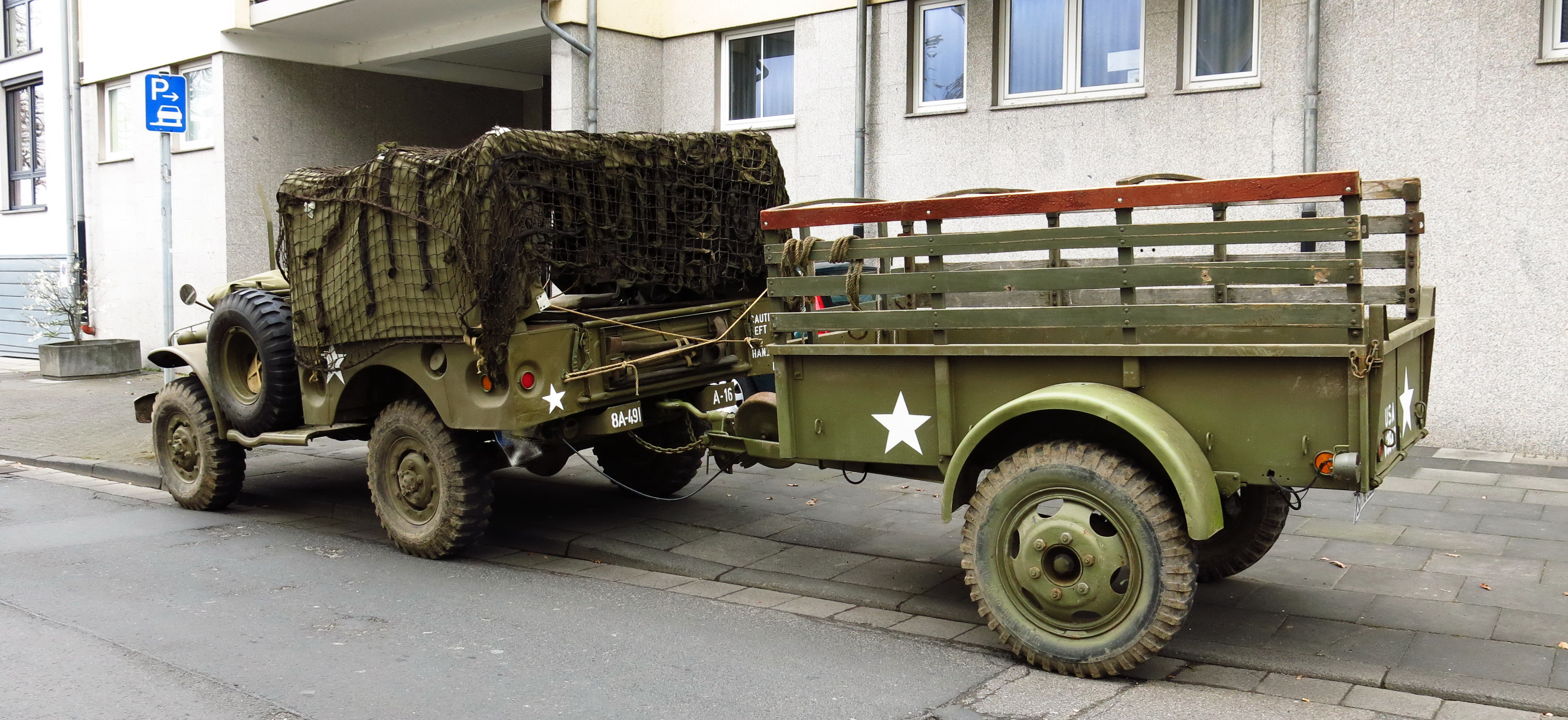
Der "Ben Hur" 1-Tonne, Zweirad Anhänger wurde oft an die WC Wagen gekuppelt.

Die Dodge WC ist eine Baureihe von leichten und mittelschweren geländegängigen Allrad-Nutzfahrzeugen, welche das Unternehmen Dodge im Zweiten Weltkrieg in großen Stückzahlen für die US-Army fertigte. Obwohl die Reihe in großer Vielfalt von Typen, mit spezifischen, an der Benutzung angepassten Karosserien hergestellt wurde, waren die Wagen mechanisch zum größten Teil uniform, ähnlich wie bei der späteren amerikanischen HMMWV Baureihe.

## Hintergrund
Die amerikanische Firma Dodge war schon während des Ersten Weltkrieges als Lieferant von militärischen Lastkraftwagen tätig gewesen. 1928 wurde Dodge von der expandierenden Chrysler Corporation, die 1925 gegründet worden war, aufgekauft. Diese kaufte im gleichen Jahr die Firma Fargo Motor Car Co. und änderte deren Namen in Fargo Motor Corporation. Ab 1930 kümmerte sich die Fargo Motor Corporation um den Export von Dodge Lastkraftwagen unter der Marke Fargo und betreute Flottenkunden und die US Army.
Während der 1930er Jahre war Dodge ein regelmäßiger Lieferant der US-Army für Lastkraftwagen. Hierbei wurden überwiegend leichte LKWs der 1/2t 4x2 und 1 1/2t 4x4 Klasse geliefert.

## Begriff "WC-Serie"
Obwohl die Mehrheit der gebauten Dodges oft "Weapons Carrier" (Waffenträger) genannt wurden, wurde "WC" nicht davon abgekürzt, aber war es eine Dodge-Werkscode – zunächst "W" für 1941, und "C" für eine (nominale) halbe Tonne Nutzlast. Allerdings wurde die "WC" Modellcode nach 1941 einfach beibehalten – sowohl für die 3/4-Tonner sowie auch für die Anderthalbtonner Nutzlast 6x6 Modelle. Nutzlast erhöht, und die Wagen entwickelten sich in der neuen G-502 Dreivierteltonner, vierradangetriebenen Varianten, und die G-507 Anderthalbtonner, sechsradangetriebenen Truppen- und Lastkraftwagen. Verwirrenderweise wurde jetzt der "Dodge WC" Modellname beibehalten.

## Beschreibung

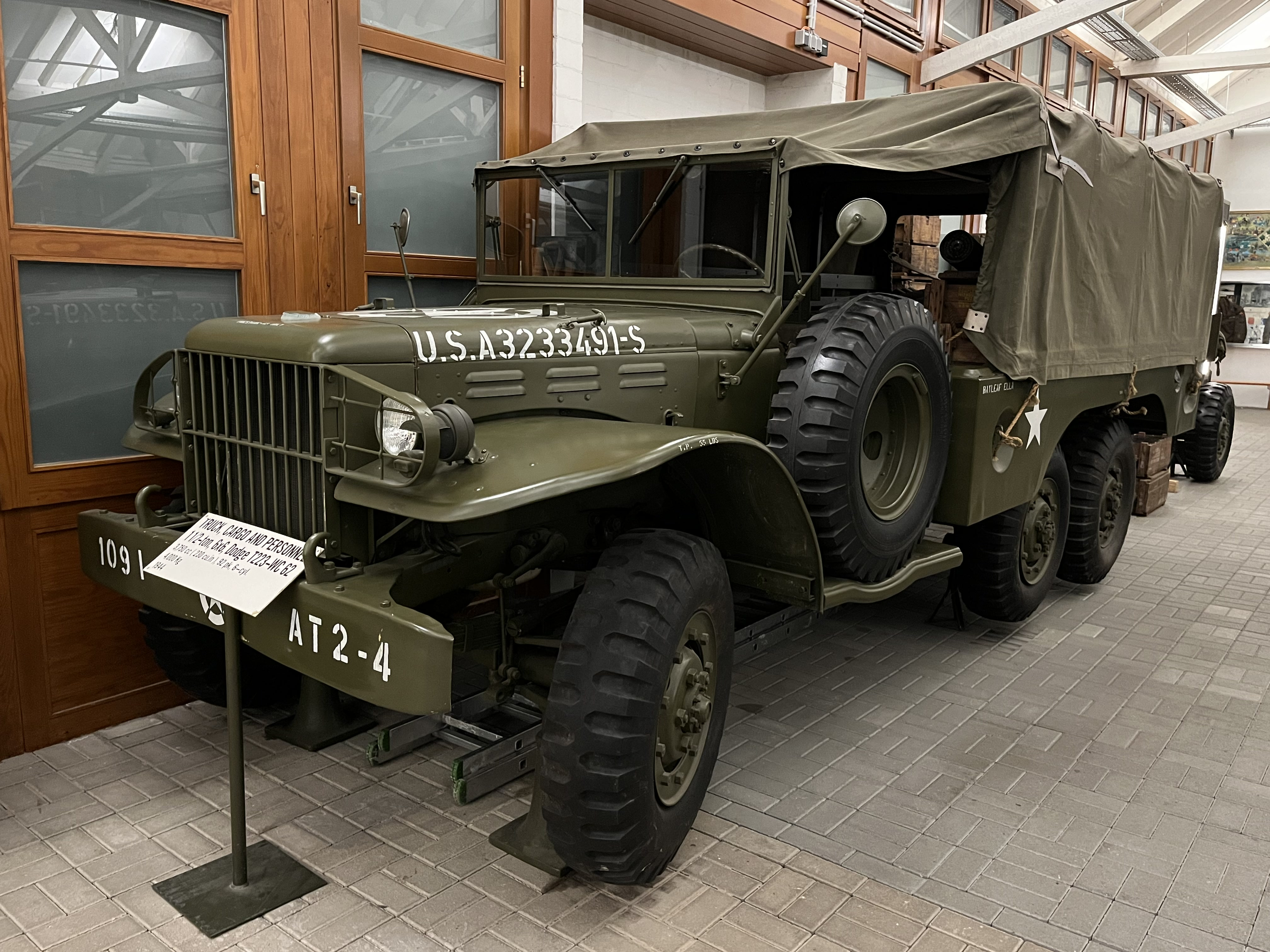
Dodge T223 - WC 62 Cargo and Personnel Truck 1,5t im Museum Diekirch

Die Dodge WC-Serie, manchmal auch als Beeps bezeichnet (verkürzt von "Big Jeep"), war eine umfangreiche Palette von leichten 4x4, und mittleren 6x6, geländegängige Militär-Nutzfahrzeugen, die während des Zweiten Weltkriegs von Dodge / Fargo hergestellt wurden. Zusammen mit den Vierteltonner Jeeps, produziert von Willys und Ford, hat Dodge mit ihrem Halbtonner und Dreivierteltonner fast alle der leichten vierradangetriebenen Geländewagen des Zweiten Weltkriegs ans US-amerikanische Militär geliefert; wobei Dodge rund 337.500 4x4-Einheiten beitrug – über halb so viele wie der gesamten Zahl der kleinen Jeeps.
Die 3/4-tonner WC-51/WC-52 waren die meistgebaute Dodge WC Variante.
Im Gegensatz zur Vielseitigkeit des hoch standardisierten Jeeps, die hauptsächlich durch Feldmodifikationen erreicht wurde, gab es die Dodge WC-Serie ab Werk in vielen verschiedenen, speziell angefertigten, aber mechanisch einheitlichen Radfahrzeug Varianten, in einer Weise die der späteren Familie der High Mobility Multipurpose Wheeled Vehicle (HMMWV / HumVee) sehr ähnelt. Die WC-Serie entwickelte sich aus einer größeren Familie von Lastkraftwagen mit großer Gemeinsamkeit der mechanischen Teile, zu denen auch Lastkraftwagen mit offener und geschlossener Kabine und Waffenträger, (Funk-)Kommandowagen, Aufklärungsfahrzeuge, Krankenwagen und Allrad-Kombis gehörten, und Kastenwagen, Telefoninstallation- und mobile Not-/Feldwerkstatt-LKWs.
Die Dodge WC-Reihe wurde im Grunde in zwei Generationen gebaut. Von 1940 bis Anfang 1942 wurden fast 82.400 der G-505 Halbtonner 4x4 Dodge WC-Reihe gebaut — zunächst die sogenannte VC-Serie (4.640 stück), aber die große Mehrheit (78.000 stück, ab 1941) in der WC- genannten Halbtonner Reihe, in vielen weiteren Varianten. Entgegen der Nomenklatur waren die WC-Modelle von 1941 eine direkte Weiterentwicklung der VC-Modelle von 1940, wobei die Katalognummer G-505 des Ordnance Corps (das Waffenversorgungskorps) der U.S.-Armee beibehalten wurde.
Im Jahr 1942 wurden signifikante Verbesserungen im Entwurf vorgenommen, doch rund 80 % der austauschbaren Komponenten und Serviceteile der originalen 4x4, 1/2-Tonnen Modelle wurde beibehalten, — eine entscheidende Anforderung der Amerikanischen Armee, für die kontinuierte Feldwartung und Bedienbarkeit der Lastwagen.

Insgesamt umfasste allein schon die WC-Baureihe – mechanisch verwandte Varianten nicht mitgerechnet – zweiundfünfzig Modellvarianten (dreißig Halbtonner 4x4, acht Halbtonner 4x2, zwölf 3/4‑Tonner 4x4, und zwei Anderthalbtonner 6x6 Modelle). Die Entwicklung von Fahrzeugen einer solchen Vielfalt auf gemeinsamer mechanischer Plattform, mit Nutzlasten von 1/2‑Tonnen bis Anderthalb Tonnen war zu seiner Zeit einmalig und wird als außergewöhnliche Leistung der Amerikanischen Autoindustrie des Zweiten Weltkriegs angemerkt.

## Produktion
Während des Zweiten Weltkriegs war Dodge der Hauptlieferant von Halbtonner Geländewagen an die U.S.-Armee, und ihr einziger Lieferant von 3/4-Tonnern, sowohl der Anderthalbtonner 6x6 Wagen. Mit über einer Viertelmillion gebauten Einheiten bis August 1945, waren die G-502 3/4‑Tonner die gängigsten Varianten der WC‑Baureihe. Mit weiteren über 43.000 6x6 Modellen hat Dodge während des Zweiten Weltkriegs insgesamt etwa 380.000 Stück der WC-Reihe gebaut – und somit mehr als die ca. 365.000 Stück der 1/4-Tonner Jeeps, die tatsächlich von Willys hergestellt wurden.

Nach dem Krieg entwickelte Dodge die 3/4-Tonner WC-Reihe weiter zum zivilen 4x4 Dodge Power Wagon; und 1951 wurden die WC-Modelle ersetzt durch die sehr ähnlichen 3/4-Tonner 4x4 Dodge M37-Reihe.